# Li Lan
Li Lan (12 de julho de 1961) é uma ex-handebolista chinesa, medalhista olímpica.
Li Lan fez parte do elenco da medalha de bronze inédita chinesa, em Los Angeles 1984.